# Plzeň (huyện)
Huyện Plzeň (tiếng Séc: Okres Plzeň) là một huyện (okres) nằm trong vùng Plzeň của Cộng hòa Séc. Huyện Plzeň có diện tích 125 km2, dân số năm 2002 là 163791 người. Thủ phủ huyện đóng ở Plzeň. Huyện này có 15 khu tự quản.

## Các khu tự quản
Huyện Plzeň có 15 khu tự quản sau: